# Бю, Сезар де
Святой Сеза́р де Бю (фр. César de Bus, 3 февраля 1544, Кавайон — 15 апреля 1607, Авиньон) — французский католический священник, основатель двух религиозных орденов.
Канонизирован папой Франциском в 2022 году.

## Биография
Сезар де Бюс родился в Кавайоне (Конта-Венессен, Папская область — ныне во Франции). В восемнадцать лет он вступил к королевскую армию и участвовал в гугенотской войне. После войны пробовал себя в поэзии и живописи, но в конце концов решил поступить на флот, который в то время осаждал Ла-Рошель, морской порт на западном побережье Франции. Из-за серьёзной болезни не мог осуществить этот замысел.
Де Бю три года вёл разгульную жизнь в Париже, а затем вернулся домой в Кавайон. После смерти своего брата, каноника Салона, ему удалось получить освободившуюся церковную бенефицию, которую он использовал для удовлетворения мирских амбиций. Вскоре он одумался, возобновил учёбу и в 1582 году был рукоположен в сан священника.
Отличался милосердием и рвением в проповедовании и катехизации. В 1592 году в швейцарском городе Л’Иль основал секулярный институт «Священники христианского учения» (лат. Congregatio Patrum Doctrinae Christianae, фр. Prêtres séculiers de la doctrine chrétienne), который в следующем году распространился на Авиньон. Превращение этого института в религиозную конгрегацию было одобрено папой Климентом VIII в конце 1597 года. Также де Бю учредил женскую ветвь ордена — общество «Дочери христианского учения» (фр. Société des Filles de la doctrine chrétienne); она перестала существовать в XVII веке.
«Священники христианского учения», которые в основном занимаются приходским служением, обучением и изданием катехизических текстов, до сих пор существуют. По данным на 2020 год орден насчитывал 85 членов (54 священника) и 20 обителей.

## Почитание
Беатифицирован папой Павлом VI 27 апреля 1975 года. Канонизирован папой Франциском на мессе на площади Святого Петра 15 мая 2022 года.
День памяти — 15 апреля.